# Carl Zimmermann (Maler)

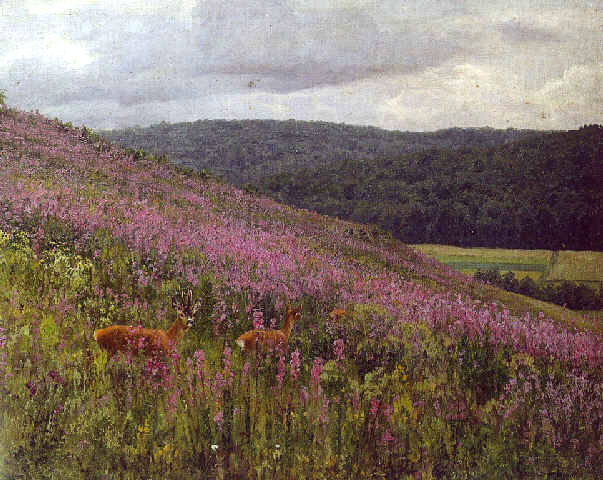
Rehe auf der Weide

Carl Zimmermann (* 27. Juni 1863 in Halberstadt; † 19. Juli 1930 in Goslar) war ein deutscher Landschafts-, Tier- und Jagdmaler. Er war ein Schüler von Paul Friedrich Meyerheim und Eugen Bracht. Zunächst war er in München, später in Berlin und ab 1915 dann in Goslar tätig.